# Frédéric d'York
Pour les articles homonymes, voir Frédéric-Auguste.
Titre
Héritier présomptif du trône
du Royaume-Uni
29 janvier 1820 – 5 janvier 1827
(6 ans, 11 mois et 7 jours)
Frédéric Auguste (Frederick Augustus), comte d'Ulster, duc d'York et d'Albany, est un membre de la famille royale britannique, né le 16 août 1763 au palais St. James (Londres) et mort le 5 janvier 1827 au Rutland House (en), près de Piccadilly (Londres).

## Biographie

### Naissance

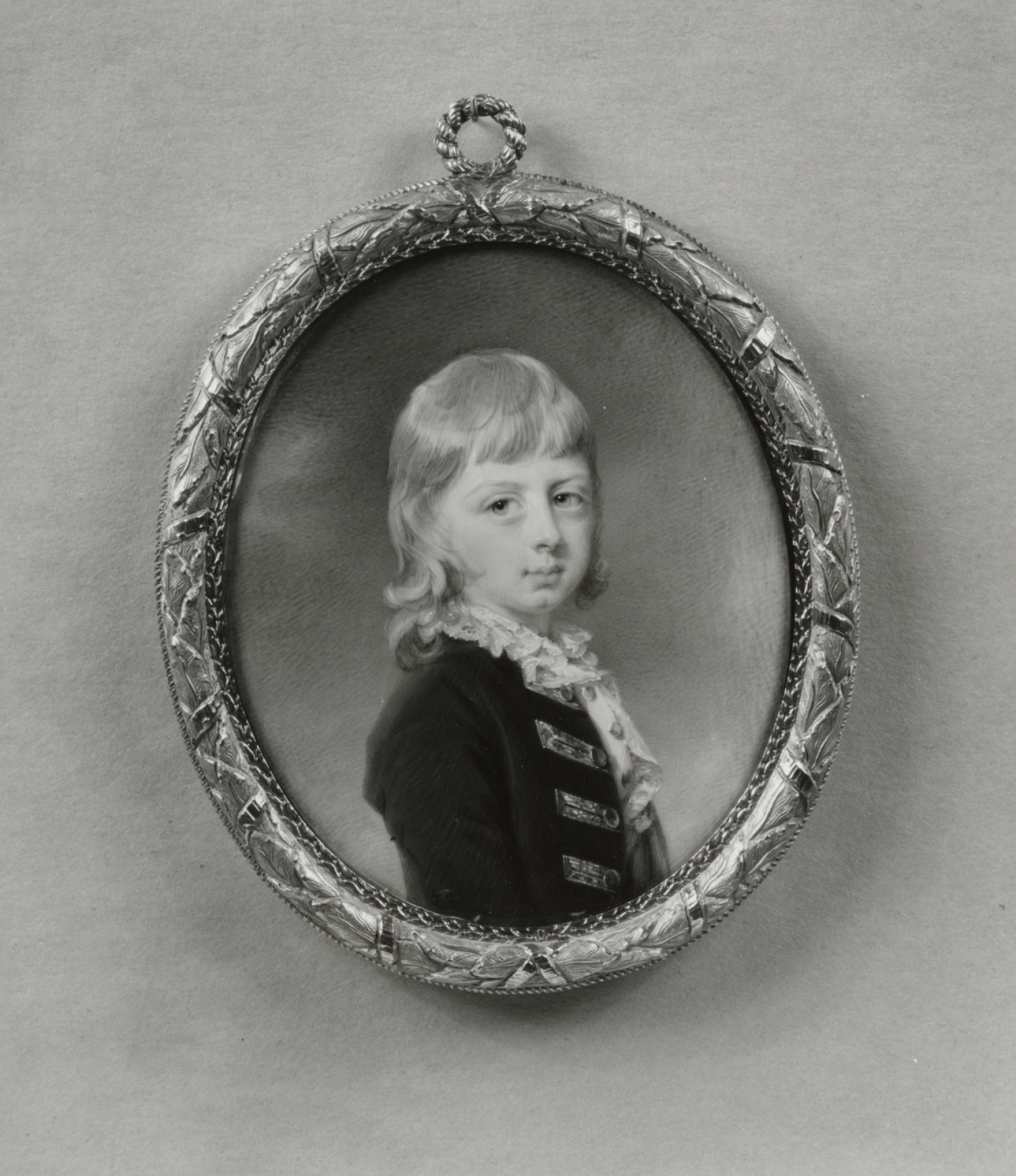
Frederick, vers 1773.

Né le 16 août 1763 au Palais Saint-James à Londres, il est le deuxième fils du roi George III et de la reine Charlotte.

### Mariage

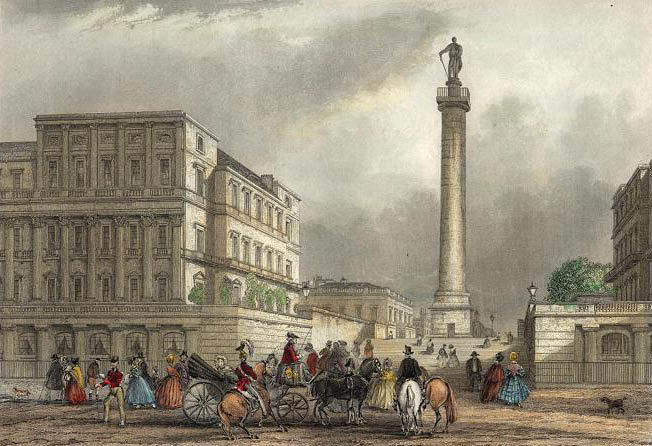
La colonne du duc d’York vue depuis le Mall, à Londres, sur une gravure de 1837.

Il épouse le 29 septembre 1791 la princesse Frédérique-Charlotte de Prusse, fille du roi Frédéric-Guillaume II, dont il n'a pas de postérité.

### Carrière militaire
Il s'intéresse aux lettres et à la philosophie. En 1793, il reçoit le commandement des troupes britanniques en Belgique mais, battu, il doit rembarquer. Une nouvelle tentative à la tête d'une armée russo-britannique en Hollande, en 1799, n'est pas plus heureuse ; il est défait à la bataille de Castricum par le général Guillaume Brune. Il se consacre par la suite à des tâches administratives.
Il est l'amant de Mary Anne Clarke et est obligé de démissionner en 1809 de son poste de commandant en chef de l'armée lorsque fut découvert un trafic de commissions militaires organisé au bénéfice de celle-ci. Il est cependant exonéré par la suite de sa responsabilité.
Il est choisi par certains révolutionnaires pour succéder à Louis XVI de France[réf. nécessaire] et pour d'autres épouser Marie-Thérèse de France.
Une colonne lui est dédiée à Londres près du palais de Buckingham. Ste. Anne's Point, la capitale du Nouveau-Brunswick, est renommé Frederick's Town puis Fredericton au milieu des années 1780 en son honneur. De 1793 à 1834, York, d’après le titre du prince Frederick, est le nom donné à la capitale du Haut-Canada, l'actuel centre historique de Toronto.

### Mort et inhumation
Frédéric, destiné à monter sur le trône après son frère George IV, meurt avant ce dernier, le 5 janvier 1827 dans la résidence du duc de Rutland à Londres, à l'âge de 63 ans des suites d'une maladie cardiovasculaire. Il est inhumé le 20 janvier suivant dans le caveau royal établi sous la chapelle Saint-Georges du château de Windsor, aux côtés de son père.

## Titulature
- Son Altesse Royale le prince Frederick (1763-1784)
- Son Altesse Royale le duc d'York et Albany (1784-1827)

## Armoiries
| Blason | Blasonnement : Écartelé, au 1, parti, au I de gueules aux trois léopards d'or, armés et lampassés d'azur (d'Angleterre) ; au II d'or, au lion de gueules, armé et lampassé d'azur, dans un double trescheur fleuronné et contre-fleuronné du second (d'Écosse) ; au 2, d'azur aux trois fleurs de lis d'or (de France moderne) ; au 3, d'azur, à la harpe d'or, cordée d'argent (d'Irlande) ; et au 4, tiercé en pairle renversé, au I, de gueules, à deux léopards d'or (de Brunswick) ; au II, d'or, semé de cœurs de gueules, au lion d'azur, armé et lampassé du deuxième, brochant surtout ; au III, de gueules, au cheval cabré d'argent, harnaché d'or (de Westphalie) ; le tout, brisé d'un lambel d'argent à trois pendants, chargé en cœur d'une croix de gueules. Commentaires : Prince de Grande-Bretagne et d'Irlande (avant 1801). |

| Blason | Blasonnement : Écartelé, I et IV de gueules aux trois léopards d'or, armés et lampassés d'azur (d'Angleterre) ; au II d'or, au lion de gueules, armé et lampassé d'azur, dans un double trescheur fleuronné et contre-fleuronné du second (d'Écosse) ; au III d'azur, à la harpe d'or, cordée d'argent (d'Irlande) ; sur-le-tout, tiercé en pairle renversé, 1, de gueules, à deux léopards d'or (de Brunswick) ; 2, d'or, semé de cœurs de gueules, au lion d'azur, armé et lampassé du deuxième brochant (de Lunebourg) ; 3, de gueules, au cheval cabré d'argent, harnaché d'or (de Westphalie) ; le tout, brisé d'un lambel d'argent à trois pendants, chargé en cœur d'une croix de gueules. Commentaires : Prince du Royaume-Uni (après 1801). |